# Биг-Траут
Биг-Траут (англ. Big Trout Lake, что в переводе означает Большое Форелье озеро) — озеро в провинции Онтарио в Канаде.

## География

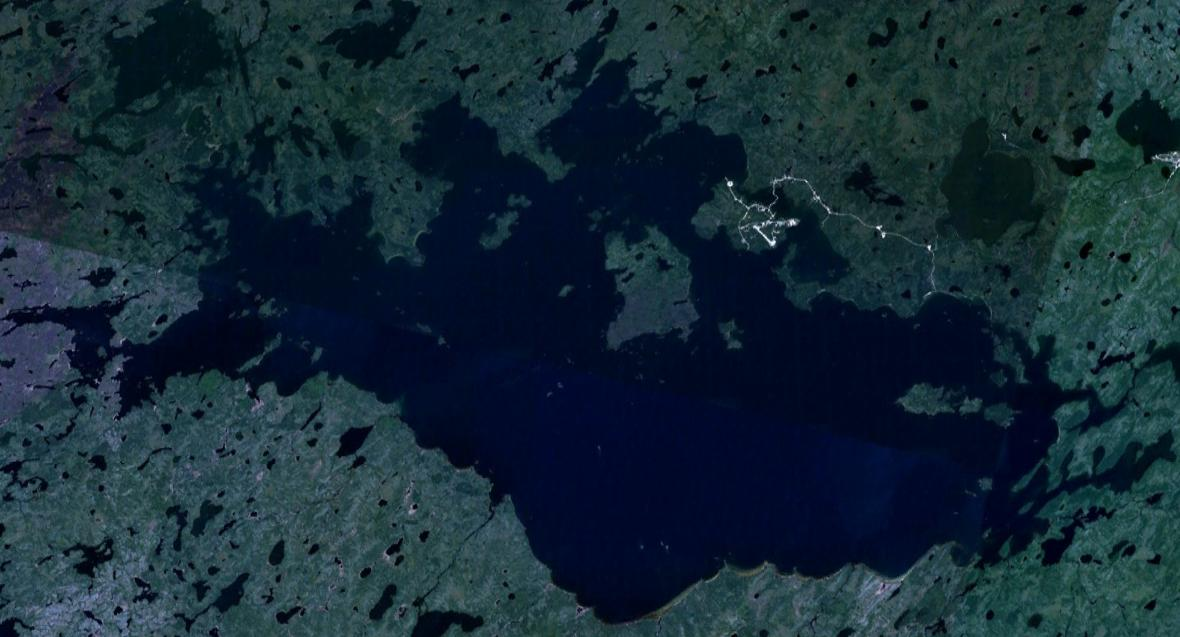
Озеро Биг-Траут. Спутниковый снимок NASA

Расположено на северо-западе провинции. Одно из больших озёр Канады — площадь водной поверхности 624 км², общая площадь — 661 км², тринадцатое по величине озеро в провинции Онтарио. Высота над уровнем моря 213 метров. Ледостав с ноября по май. С запада в озеро впадает река Фон, которая пересекает озеро, вытекает из его северо-восточного угла и несет свои воды в северном направлении до слияния с рекой Северн (бассейн Гудзонова залива). В акватории озера несколько мелких островов и два крупных — Биг и Пост. На восточном берегу последнего находится населённый пункт с длинным названием Китченумейкузиб Иннинууаг Фёрст Нейшен (Kitchenuhmaykoosib Inninuwug First Nation), рядом расположен аэропорт Биг-Траут-Лейк. С запада к озеру примыкает провинциальный парк Фон-Ривер.
Специализация озера в любительском рыболовстве — судак, северная щука и озёрная форель.